# Justin Quiles

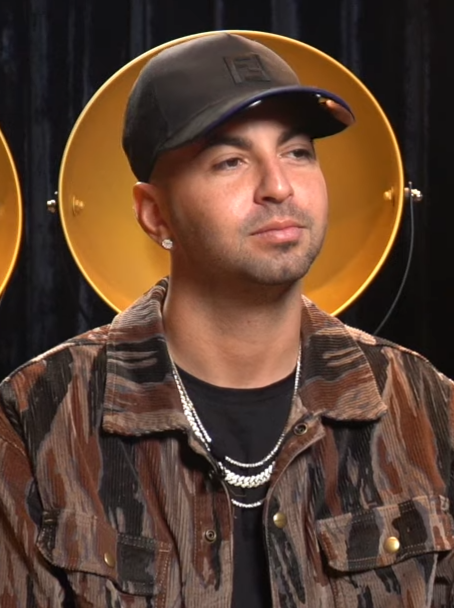
Justin Quiles, 2021

Justin Rafael Quiles Rivera (* 29. März 1990 in Bridgeport) ist ein puerto-ricanischer Reggaeton-Musiker und Rapper.

## Leben
Justin Quiles wurde 1990 in Bridgeport geboren, zog aber nach der Trennung seiner Eltern schon früh nach Puerto Rico.
Quiles kam aufgrund der Schallplattensammlung seines Bruders schon früh in Kontakt mit Reggaetonkünstlern wie Don Omar, Daddy Yankee oder Wisin & Yandel. Im Alter von zwölf Jahren begann er erste Lieder aufzunehmen.
Nachdem er für seinen High-School-Abschluss zurück nach Bridgeport gezogen war, kehrte er nach Puerto Rico zurück, um eine Gesangskarriere zu starten.

## Karriere
Im August 2013 unterzeichnete er einen Vertrag bei Rich Music mit Sitz in Miami.
2016 erreichte sein Mixtape Imperio Nazza: Justin Quiles Edition auf Anhieb die Top 10 der Billboard Top Latin Albums. Noch im gleichen Jahr erschien mit La Promesa sein erstes Studioalbum.
Mit Pam, einer Kollaboration mit Daddy Yankee & El Alfa, erreichte er 2020 Platz eins der spanischen Musikcharts.

## Diskografie

### Alben
| Jahr | Titel Musiklabel                                   | Höchstplatzierung, Gesamtwochen, AuszeichnungChartplatzierungen (Jahr, Titel, Musiklabel, Platzierungen, Wochen, Auszeichnungen, Anmerkungen) | Höchstplatzierung, Gesamtwochen, AuszeichnungChartplatzierungen (Jahr, Titel, Musiklabel, Platzierungen, Wochen, Auszeichnungen, Anmerkungen) | Höchstplatzierung, Gesamtwochen, AuszeichnungChartplatzierungen (Jahr, Titel, Musiklabel, Platzierungen, Wochen, Auszeichnungen, Anmerkungen) | Anmerkungen                                                                      |
| Jahr | Titel Musiklabel                                   | US | Latin | ES | Anmerkungen                                                                      |
| ---- | -------------------------------------------------- | --- | --- | --- | -------------------------------------------------------------------------------- |
| 2016 | Imperio Nazza: Justin Quiles Edition Nazza Records | — | Latin9 (1 Wo.)Latin | — | Erstveröffentlichung: 22. Januar 2016 Mixtape, mit Los de La Nazza               |
| 2016 | La Promesa Warner Music Latina                     | — | Latin2 (12 Wo.)Latin | — | Erstveröffentlichung: 29. Juli 2016                                              |
| 2019 | Realidad Warner Music Latina                       | — | Latin30 (5 Wo.)Latin | — | Erstveröffentlichung: 31. Mai 2019                                               |
| 2019 | The Academy Rich Music Ltd.                        | — | Latin— PlatinLatin | ES20 (36 Wo.)ES | Erstveröffentlichung: 11. Oktober 2019 mit Sech & Dalex, Feid & Lenny Tavárez    |
| 2021 | La Última Promesa Warner Music Latina              | — | Latin12 Platin · (16 Wo.)Latin | ES4 Gold · (63 Wo.)ES | Erstveröffentlichung: 19. August 2021                                            |
| 2024 | The Academy: Segunda Misión Warner Music Latina    | — | Latin19 Platin · (3 Wo.)Latin | ES3 (14 Wo.)ES | Erstveröffentlichung: 28. März 2024 mit Dímelo Flow, Sech, Dalex & Lenny Tavárez |

### Singles
| Jahr | Titel Album                                                 | Höchstplatzierung, Gesamtwochen, AuszeichnungChartplatzierungen (Jahr, Titel, Album, Platzierungen, Wochen, Auszeichnungen, Anmerkungen) | Höchstplatzierung, Gesamtwochen, AuszeichnungChartplatzierungen (Jahr, Titel, Album, Platzierungen, Wochen, Auszeichnungen, Anmerkungen) | Höchstplatzierung, Gesamtwochen, AuszeichnungChartplatzierungen (Jahr, Titel, Album, Platzierungen, Wochen, Auszeichnungen, Anmerkungen) | Höchstplatzierung, Gesamtwochen, AuszeichnungChartplatzierungen (Jahr, Titel, Album, Platzierungen, Wochen, Auszeichnungen, Anmerkungen) | Anmerkungen |
| Jahr | Titel Album                                                 | CH | US | Latin | ES | Anmerkungen |
| --- | ----------------------------------------------------------- | --- | --- | --- | --- | --- |
| 2015 | Me curaré (Remix) –                                         | — | — | — | ES88 (4 Wo.)ES | Erstveröffentlichung: 14. Februar 2015 feat. Maluma                                                                 |
| 2016 | Si ella quisiera La promesa                                 | — | — | Latin28 (17 Wo.)Latin | ES56 Platin · (50 Wo.)ES | Erstveröffentlichung: 8. Januar 2016                                                                                |
| 2018 | No quiero amarte Realidad                                   | — | — | Latin48 Platin · (3 Wo.)Latin | ES42 Platin · (30 Wo.)ES | Erstveröffentlichung: 20. April 2018 feat. Zion y Lennox                                                            |
| 2019 | Cristina TumbaGobierno                                      | — | — | Latin— ×2DoppelplatinLatin | ES7 ×2Doppelplatin · (26 Wo.)ES | Erstveröffentlichung: 29. März 2019 mit Maffio & Nacho feat. Shelow Shaq                                            |
| 2019 | Bellaquita (Remix) –                                        | — | — | Latin— ×8AchtfachplatinLatin | ES26 Gold · (15 Wo.)ES | Erstveröffentlichung: 6. September 2019 mit Dalex, Lenny Tavárez, Anitta, Farruko & Natti Natasha                   |
| 2019 | Quizás The Academy                                          | — | — | Latin41 ×7Siebenfachplatin · (5 Wo.)Latin                                                                                                | ES15 ×2Doppelplatin · (22 Wo.)ES | Erstveröffentlichung: 11. Oktober 2019 mit Dimelo Flow, Sech, Dalex, Lenny Tavarez, Feid, Wisin & Zion              |
| 2020 | La pared 360 Krack                                          | — | — | — | ES36 Gold · (3 Wo.)ES | Erstveröffentlichung: 6. Februar 2020 feat. Lenny Tavárez                                                           |
| 2020 | Perfume Modo Avión                                          | — | — | — | ES67 (2 Wo.)ES | Erstveröffentlichung: 6. März 2020 feat. Dalex & Sech                                                               |
| 2020 | Pam La Última Promesa                                       | — | — | Latin14 ×5Fünffachplatin · (20 Wo.)Latin                                                                                                 | ES1 ×3Dreifachplatin · (24 Wo.)ES | Erstveröffentlichung: 1. Mai 2020 feat. Daddy Yankee & El Alfa                                                      |
| 2020 | Jeans La Última Promesa                                     | — | — | Latin34 ×2Doppelplatin · (10 Wo.)Latin                                                                                                   | ES22 Platin · (22 Wo.)ES | Erstveröffentlichung: 14. August 2020                                                                               |
| 2020 | Que mal te fue (Remix) Nattividad                           | — | — | — | ES90 (1 Wo.)ES | Erstveröffentlichung: 8. Oktober 2020 mit Natti Natasha & Miky Woodz                                                |
| 2020 | Ponte Pa’ Mi La Última Promesa                              | — | — | Latin— ×2DoppelplatinLatin | ES64 Platin · (16 Wo.)ES | Erstveröffentlichung: 20. November 2020                                                                             |
| 2020 | Singapur –                                                  | — | — | Latin46 (1 Wo.)Latin | ES— GoldES | Erstveröffentlichung: 17. Dezember 2020 mit El Alfa, Farruko, Myke Towers & Chencho Corleone                        |
| 2021 | Como si nah –                                               | — | — | — | ES82 (4 Wo.)ES | Erstveröffentlichung: 25. März 2021 mit Arcángel & Dalex feat. Kevvo                                                |
| 2021 | Conexión –                                                  | — | — | Latin— ×3DreifachplatinLatin | ES83 ×2Doppelplatin · (3 Wo.)ES | Erstveröffentlichung: 29. April 2021 mit Foreign Tack & Jay Wheeler feat. Bryant Myers, Eladio Carrión & Tory Lanez |
| 2021 | Loco La Última Promesa                                      | — | — | Latin13 ×3Dreifachplatin · (20 Wo.)Latin                                                                                                 | ES4 ×7Siebenfachplatin · (73 Wo.)ES | Erstveröffentlichung: 13. Mai 2021 feat. Chimbala & Zion y Lennox                                                   |
| 2021 | Se le ve Always Dream                                       | — | — | Latin— ×3DreifachplatinLatin | ES92 Platin · (4 Wo.)ES | Erstveröffentlichung: 12. August 2021 mit Sech, Dalex, Rich Music Ltd. & De La Ghetto                               |
| 2021 | Unfollow Temporada de Reggaetón                             | — | — | — | ES17 Platin · (9 Wo.)ES | Erstveröffentlichung: 14. Oktober 2021 mit Duki & Bizarrap                                                          |
| 2021 | Colorín Colorado La Última Promesa                          | — | — | Latin— GoldLatin | ES12 ×2Doppelplatin · (30 Wo.)ES | Erstveröffentlichung: 19. Oktober 2021                                                                              |
| 2022 | Gucci Fendi –                                               | — | — | — | ES82 (1 Wo.)ES | Erstveröffentlichung: 10. März 2022 mit Eladio Carrión                                                              |
| 2022 | Aeiou –                                                     | — | — | — | ES60 Platin · (11 Wo.)ES | Erstveröffentlichung: 23. Juni 2022 mit Robin Schulz                                                                |
| 2022 | Fuego Forestal –                                            | — | — | — | ES91 (1 Wo.)ES | Erstveröffentlichung: 25. August 2022                                                                               |
| 2023 | Whiskey y Coco –                                            | — | — | Latin48 (1 Wo.)Latin | ES31 Platin · (20 Wo.)ES | Erstveröffentlichung: 12. Januar 2023 mit Myke Towers                                                               |
| 2023 | La Hora y El Día –                                          | — | — | Latin44 (1 Wo.)Latin | ES85 (2 Wo.)ES | Erstveröffentlichung: 16. Februar 2023 mit Daddy Yankee & Dalex                                                     |
| Folgende Lieder erschienen nicht als Single, wurden aber durch das Album zum Download und Streaming bereitgestellt und konnten somit eine Platzierung erlangen: |                                                             | | | | | |
| |                                                             | | | | | |
| 2016 | Si El Mundo Se Acabara Imperio Nazza: Justin Quiles Edition | — | — | Latin45 (1 Wo.)Latin | — | mit Los de La Nazza                                                                                                 |
| 2016 | Egoista La promesa                                          | — | — | Latin45 (3 Wo.)Latin | ES— PlatinES | |
| 2016 | Otra copa La promesa                                        | — | — | — | ES96 Gold · (2 Wo.)ES | feat. Farruko |
| 2019 | Perreo en la luna The Academy                               | — | — | Latin— ×2DoppelplatinLatin | ES27 Platin · (14 Wo.)ES | mit Sech, Dalex & Lenny Tavarez                                                                                     |
| 2019 | DJ no pare Realidad                                         | — | — | Latin12 (28 Wo.)Latin | ES— ×2DoppelplatinES | |
| 2019 | Ropa Interior Realidad                                      | — | — | Latin46 (2 Wo.)Latin | — | |
| 2019 | Fabuloso 1 of 1                                             | — | — | Latin8 (22 Wo.)Latin | ES— ×2DoppelplatinES | mit Sech |
| 2021 | La botella La última promesa                                | — | — | Latin— ×2DoppelplatinLatin | ES25 Platin · (18 Wo.)ES | feat. Maluma |
| 2021 | Medallo Hecho En Medellín                                   | — | — | Latin12 Diamant · (20 Wo.)Latin | ES27 ×2Doppelplatin · (25 Wo.)ES | mit Blessd & Lenny Tavarez                                                                                          |
| 2023 | Ojos Ferrari Mañana será bonito                             | — | US95 (1 Wo.)US | Latin16 (4 Wo.)Latin | ES75 Gold · (1 Wo.)ES | Charteinstieg: 2. März 2023 mit Karol G & Angel Dior                                                                |
| 2024 | La ranger The Academy: Segunda Misión                       | — | — | Latin43 ×3Dreifachplatin · (1 Wo.)Latin                                                                                                  | ES3 Platin · (16 Wo.)ES | mit Dímelo Flow, Sech, Dalex & Lenny Tavárez feat. Myke Towers                                                      |
| 2024 | Si si si si The Academy: Segunda Misión                     | — | — | — | ES10 Platin · (11 Wo.)ES | mit Dímelo Flow, Sech, Dalex & Lenny Tavárez feat. Eladio Carrión, Bryant Myers & Dei V                             |
| 2024 | Flowhot The Academy: Segunda Misión                         | — | — | — | ES69 (1 Wo.)ES | mit Dímelo Flow, Sech, Dalex & Lenny Tavárez feat. Arcángel, De La Ghetto & Randy                                   |
| 2024 | Latte The Academy: Segunda Misión                           | — | — | — | ES70 (1 Wo.)ES | mit Dímelo Flow, Sech, Dalex & Lenny Tavárez feat. Maria Becerra                                                    |
| 2024 | Quitenme el teléfono The Academy: Segunda Misión            | — | — | — | ES55 Gold · (4 Wo.)ES | mit Dímelo Flow, Sech, Dalex & Lenny Tavárez feat. Yandel & Jay Wheeler                                             |

Weitere Singles
- 2014: Orgullo (feat. J Balvin)
- 2017: Tu Pollo (mit Sech & Dimelo Flow, ES: Gold)
- 2018: Miss Lonely (Remix) (mit Sech, De La Ghetto & Dimelo Flow, US: Gold (Latin))
- 2018: Me Frontió (mit Dímelo Flow, Alex Rose, ES: Gold)
- 2019: DJ no pare (Remix) (feat. Natti Natasha, Farruko, Zion, Dalex & Lenny Tavárez, US: Platin (Latin))
- 2019: Loco por verte (mit Los Hitmen & Lenny Tavárez, US: Platin (Latin))
- 2020: Porfa (Remix) (mit Feid, J Balvin, Nicky Jam, Sech & Maluma)
- 2021: Cuántas veces (mit Danny Ocean, US: Gold (Latin))
- 2022: Romance (mit Fred De Palma)
- 2023: Whiskey y Coco (Remix) (mit Ozuna & Myke Towers)

### Gastbeiträge
| Jahr | Titel Album                  | Höchstplatzierung, Gesamtwochen, AuszeichnungChartplatzierungen (Jahr, Titel, Album, Platzierungen, Wochen, Auszeichnungen, Anmerkungen) | Höchstplatzierung, Gesamtwochen, AuszeichnungChartplatzierungen (Jahr, Titel, Album, Platzierungen, Wochen, Auszeichnungen, Anmerkungen) | Höchstplatzierung, Gesamtwochen, AuszeichnungChartplatzierungen (Jahr, Titel, Album, Platzierungen, Wochen, Auszeichnungen, Anmerkungen) | Höchstplatzierung, Gesamtwochen, AuszeichnungChartplatzierungen (Jahr, Titel, Album, Platzierungen, Wochen, Auszeichnungen, Anmerkungen) | Anmerkungen |
| Jahr | Titel Album                  | CH | US | Latin | ES | Anmerkungen |
| --- | ---------------------------- | --- | --- | --- | --- | --- |
| 2018 | Mujeres –                    | — | — | Latin— GoldLatin | ES3 ×3Dreifachplatin · (37 Wo.)ES | Erstveröffentlichung: 8. Juni 2018 Mozart La Para feat. Justin Quiles                                            |
| 2018 | Jaque Mate –                 | — | — | — | ES75 Platin · (8 Wo.)ES | Erstveröffentlichung: 13. Juli 2018 Maikel Delacalle feat. Justin Quiles                                         |
| 2019 | Que más pues (Remix) –       | — | — | Latin— DiamantLatin | ES18 ×2Doppelplatin · (21 Wo.)ES | Erstveröffentlichung: 11. April 2019 Sech feat. Justin Quiles, Maluma, Nicky Jam, Farruko, Dalex & Lenny Tavárez |
| 2019 | Cuaderno Climaxxx            | — | — | Latin47 Diamant · (8 Wo.)Latin | ES15 ×3Dreifachplatin · (23 Wo.)ES | Erstveröffentlichung: 9. Mai 2019 Dalex feat. Nicky Jam, Justin Quiles, Sech, Lenny Tavárez, Feid & Rafa Pabön   |
| 2019 | Solo pienso en ti Homerun    | — | — | — | ES33 Gold · (6 Wo.)ES | Erstveröffentlichung: 14. Mai 2019 Paulo Londra feat. De La Ghetto & Justin Quiles                               |
| 2019 | Porfa Ferxxo (Vol 1: M.O.R)  | CH86 (2 Wo.)CH | — | Latin11 ×4Vierfachplatin · (20 Wo.)Latin                                                                                                 | ES5 ×4Vierfachplatin · (39 Wo.)ES | Erstveröffentlichung: 13. Dezember 2019 Feid feat. Justin Quiles                                                 |
| 2020 | Parce Papi Juancho           | — | — | — | ES32 Platin · (24 Wo.)ES | Erstveröffentlichung: 21. August 2020 Maluma feat. Lenny Tavárez & Justin Quiles                                 |
| 2020 | Tussi Los Favoritos 2        | — | — | Latin— GoldLatin | ES24 Platin · (23 Wo.)ES | Erstveröffentlichung: 18. September 2020 Arcángel feat. Justin Quiles, Eladio Carrión & De La Ghetto             |
| Folgende Lieder erschienen nicht als Single, wurden aber durch das Album zum Download und Streaming bereitgestellt und konnten somit eine Platzierung erlangen: |                              | | | | | |
| |                              | | | | | |
| 2020 | Ganas sobran Cambio de Clima | — | — | — | ES20 ×2Doppelplatin · (22 Wo.)ES | Bryant Myers & Miky Woodz feat. Justin Quiles                                                                    |

Weitere Gastbeiträge
- 2017: Piñata (Vice feat. Bia, Kap G & Justin Quiles)
- 2020: Elegí (Remix) (Rauw Alejandro, Dalex & Lenny Tavárez feat. Farruko, Anuel AA, Sech, Dímelo Flow & Justin Quiles, ES: Gold)

## Auszeichnungen für Musikverkäufe
| Goldene Schallplatte - Brasilien - 2023: für die Single Parce - 2024: für die Single Porfa - Chile - 2020: für die Single Solo pienso en ti - 2020: für die Single Porfa - Frankreich - 2024: für die Single Loco - Italien - 2021: für die Single Porfa - Kanada - 2023: für die Single Porfa - Kolumbien - 2020: für die Single Jeans - 2021: für die Single Ponte Pa’ Mi - Peru - 2021: für die Single La Pared 360 - 2021: für die Single Ponte Pa’ Mi - Portugal - 2022: für die Single Porfa - Spanien - 2024: für das Lied Feel Me - 2024: für das Lied Imaginate - 2024: für das Lied Otra vez Platin-Schallplatte - Chile - 2020: für die Single DJ no pare (Remix) - Italien - 2022: für die Single Romance - Mexiko - 2021: für die Single Cristina - Spanien - 2024: für das Lied Porno | 3× Goldene Schallplatte - Mexiko - 2022: für die Single Parce 2× Platin-Schallplatte - Italien - 2023: für die Single Loco - Mexiko - 2023: für die Single Elegí (Remix) 5× Goldene Schallplatte - Mexiko - 2024: für die Single Medallo 3× Platin-Schallplatte - Peru - 2021: für die Single Jeans Diamantene Schallplatte - Mexiko - 2022: für die Single Parce - 2023: für die Single Elegí (Remix) 4× Diamantene Schallplatte - Mexiko - 2022: für die Single Porfa |

Anmerkung: Auszeichnungen in Ländern aus den Charttabellen bzw. Chartboxen sind in ebendiesen zu finden.
| Land/RegionAuszeichnungen für Musikverkäufe (Land/Region, Auszeichnungen, Verkäufe, Quellen) | Gold       | Platin         | Diamant     | Verkäufe  | Quellen                 |
| -------------------------------------------------------------------------------------------- | ---------- | -------------- | ----------- | --------- | ----------------------- |
| Brasilien (PMB)                                                                              | 2× Gold2   | —              | —           | 40.000    | pro-musicabr.org.br BR2 |
| Chile (IFPI)                                                                                 | 2× Gold2   | Platin1        | —           | 380.000   | profovi.cl              |
| Frankreich (SNEP)                                                                            | Gold1      | —              | —           | 100.000   | snepmusique.com         |
| Italien (FIMI)                                                                               | Gold1      | 3× Platin3     | —           | 335.000   | fimi.it                 |
| Kanada (MC)                                                                                  | Gold1      | —              | —           | 40.000    | musiccanada.com         |
| Kolumbien (ASINCOL)                                                                          | 2× Gold2   | —              | —           | 10.000    | Einzelnachweise         |
| Mexiko (AMPROFON)                                                                            | 2× Gold2   | 6× Platin6     | 6× Diamant6 | 2.420.000 | amprofon.com.mx         |
| Peru (UNIMPRO)                                                                               | 2× Gold2   | 3× Platin3     | —           | 24.000    | Einzelnachweise         |
| Portugal (AFP)                                                                               | Gold1      | —              | —           | 5.000     | Einzelnachweise         |
| Spanien (Promusicae)                                                                         | 14× Gold14 | 55× Platin55   | —           | 3.620.000 | elportaldemusica.es     |
| Vereinigte Staaten (RIAA)                                                                    | 5× Gold5   | 52× Platin52   | 3× Diamant3 | 5.170.000 | riaa.com                |
| Insgesamt                                                                                    | 33× Gold33 | 120× Platin120 | 9× Diamant9 |           |                         |